# Har Cadok
Har Cadok (hebrejsky: הר צדוק) je hora o nadmořské výšce 833 metrů v Izraeli, v Horní Galileji.
Nachází se necelé 2 kilometry severovýchodně od vesnice Dalton a cca 6 kilometrů severně od Safedu. Má podobu nevelkého, jen zčásti zalesněného masivu, podél jehož jižní strany se táhne údolí vádí Nachal Dalton, do něhož z jižních svahů hory stéká vádí Nachal Evjatar. Na severní straně je hranicí hluboký kaňon vádí Nachal Chacor. Z tohoto masivu vystupuje několik menších vrcholků. Kromě Har Cadok je to Har Dalton (874 metrů nad mořem) a Har Evjatar (826 metrů nad mořem).